# Tephrina dissocia
Tephrina dissocia là một loài bướm đêm trong họ Geometridae.